# 수렴청정
수렴청정(垂簾聽政)은 동아시아에서 나이 어린 왕이 즉위했을 때 왕의 어머니나 할머니, 또는 큰어머니(적모, 백모)나 작은어머니(숙모)가 대리로 정치를 맡는 일을 말한다(→섭정). 본래 수렴청정이라는 말의 어원은 왕대비가 남자인 신하 앞에서 얼굴을 드러내지 않기 위해 왕의 뒤에서 발을 내리고 이야기를 듣던 데에서 비롯하였다. 엄밀히 말해 수렴청정과 섭정은 다르지만, 한국에서는 섭정하는 사람이 여자이면 수렴청정으로 여긴다.
한국에서 수렴청정에 대한 최초의 기록은 고구려 태조대왕이 7세의 나이로 즉위하자 모친인 부여태후가 섭정하였다는 삼국사기의 기록이다.

## 조선 왕조의 수렴청정
- 성종: 12세의 나이로 즉위하자 할머니인 정희왕후가 대왕대비로서 7년 동안 수렴청정을 하였다.
- 명종: 11세의 나이로 즉위하자 어머니인 문정왕후가 대왕대비로서 8년 동안 수렴청정을 하였다.
- 선조: 14세의 나이로 즉위하자 이복 숙모이자 양어머니인 인순왕후가 왕대비로서 1년 동안 수렴청정을 하였다.
- 순조: 10세의 나이로 즉위하자 계적증조모인 정순황후가 대왕대비로서 3년 동안 수렴청정을 하였다.
- 헌종: 7세의 나이로 즉위하자 할머니인 순원왕후가 대왕대비로서 7년 동안 수렴청정을 하였다.
- 철종: 18세의 나이로 즉위하자 5촌 종숙모이자 양어머니인 순원왕후가 대왕대비로서 3년 동안 수렴청정을 하였다. 당시 철종은 충분히 친정할 수 있는 나이였으나 정치 능력이 부족하여 순원황후 김씨의 도움을 받았다.
- 고종: 11세의 나이로 즉위하자 9촌 삼종숙모이자 양어머니인 신정황후가 대왕대비로서 1년 동안 수렴청정을 하였다.

## 일찍 친정을 시작한 조선 왕
- 연산군: 18세에 즉위하여 영의정 이극배의 섭정기를 한 달 간 지낸 후 친정을 시작했다.
- 숙종: 즉위 당시 13세였으나 명민하고 학문이 뛰어나 모후 명성왕후 김씨의 반대를 뿌리치고 영의정 허적의 섭정기를 한 달 간 지낸 후 친정을 시작했다.

## 같이 보기
- 대리청정
- 섭정